# Poligono Sur, Séville côté sud
Pour plus de détails, voir Fiche technique et Distribution.
Poligono Sur, Séville côté sud (Polígono Sur (El arte de Las Tres Mil)) est un film espagnol réalisé par Dominique Abel, sorti en 2003.

## Synopsis
À Séville se trouvent les barres HLM des Tres Mil où vivent 50 000 personnes. C'est aussi un endroit qui réunit une forte concentration d'artistes de flamenco.

## Fiche technique
- Titre : Poligono Sur, Séville côté sud
- Titre original : Polígono Sur (El arte de Las Tres Mil)
- Réalisation : Dominique Abel
- Scénario : Dominique Abel et Juan José Ibáñez
- Photographie : Jean-Yves Escoffier
- Montage : Fernando Franco
- Production : Antonio P. Pérez
- Société de production : Idéale Audience, Maestranza Films et Produce+
- Société de distribution : Epicentre Films (France)
- Pays :  Espagne et  France
- Genre : Documentaire
- Durée : 110 minutes
- Dates de sortie : 
  -  Allemagne : 16 février 2003
  -  France : 30 juin 2004

## Distinctions
Le film a été présenté en sélection officielle lors de la Berlinale 2003 dans la section Panorama.